# 笠置町
笠置町（日语：／ Kasagi chō */?）是位於日本京都府東南部的町，隸屬於相樂郡。町內約八成區域為山林地，木津川自東向西流經轄區的中央地帶。笠置町的總人口數截至2024年10月為止僅963人，為京都府內人口最少的行政區劃，也是目前全日本人口第二少的町級行政區劃（因福岛第一核电站事故而須撤離的區域除外）。

## 人口
| 笠置町人口分布圖 |                                               |  |
| 笠置町與日本全國年齡別人口分布比較圖 （2005年資料） | 笠置町的年齡、男女別人口分布圖 （2005年資料） |  |
| ■紫色是笠置町 ■綠色是全国 | ■藍色是男性 ■紅色是女性                       |  |
| 笠置町人口變化 \| 1970年 \| 2,721人 \| \| \| 1975年 \| 2,631人 \| \| \| 1980年 \| 2,506人 \| \| \| 1985年 \| 2,429人 \| \| \| 1990年 \| 2,311人 \| \| \| 1995年 \| 2,223人 \| \| \| 2000年 \| 2,056人 \| \| \| 2005年 \| 1,876人 \| \| \| 2010年 \| 1,626人 \| \| \| 2015年 \| 1,368人 \| \| \| 2020年 \| 1,144人 \| \| |                                               |  |
| 資料來源：日本總務省統計中心提供之人口普查數據 |                                               |  |
| 1970年 | 2,721人                                       |  |
| 1975年 | 2,631人                                       |  |
| 1980年 | 2,506人                                       |  |
| 1985年 | 2,429人                                       |  |
| 1990年 | 2,311人                                       |  |
| 1995年 | 2,223人                                       |  |
| 2000年 | 2,056人                                       |  |
| 2005年 | 1,876人                                       |  |
| 2010年 | 1,626人                                       |  |
| 2015年 | 1,368人                                       |  |
| 2020年 | 1,144人                                       |  |

## 历史
西元7世紀時，天武天皇在此建立了笠置寺；8世紀時，為興建平城京，從木津川上游運送大量木材至奈良，而在此地建立了港口。
14世紀後醍醐天皇為推翻镰仓幕府引起元弘之亂，期間後醍醐天皇曾逃至此地，幕府軍追擊此地後發生笠置山之戰並逮捕後醍醐天皇，此後也進一步造成南北朝時代的開始。
江戶時代後原先為伊賀上野藩的領地，在1615年伊賀上野藩遭到廢藩後，成為津藩的領地。1871年廢藩置縣後改隸屬津縣，但僅約四個月後此地即被整併到京都府。1889年實施町村制，正式設立笠置村，1934年笠置村改制為現在的笠置町。

## 交通
1897年關西鐵道開通了上野車站（現已更名為伊賀上野車站）至加茂車站路段，同時在此設立了笠置車站。

### 鐵路
- 西日本旅客鐵道（JR西日本）
  - 關西本線：（←南山城村） - 笠置車站 - （木津川市→）

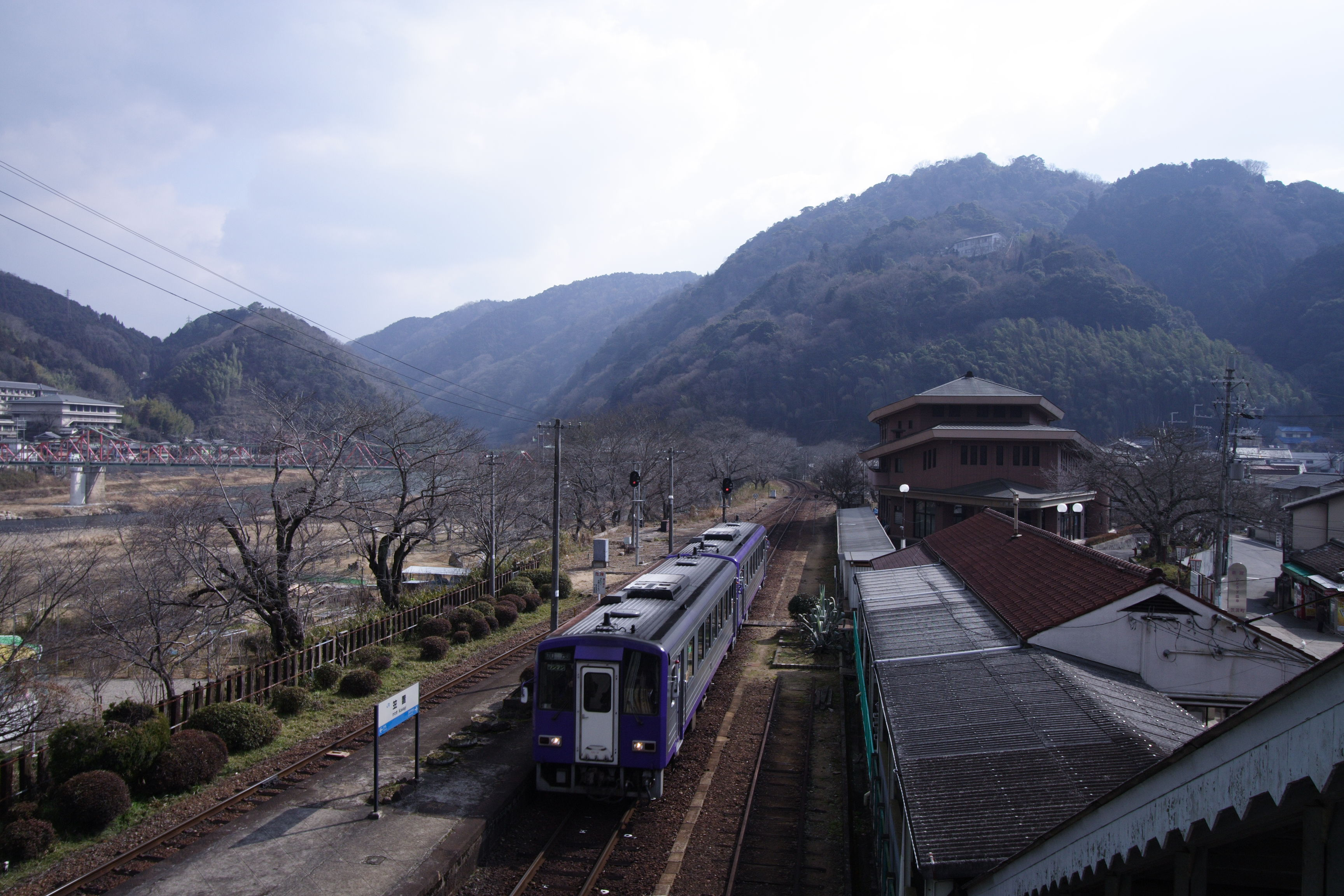
笠置車站

## 觀光資源
在1932年笠置山周邊沿著木津川一的區域已被列為國家史蹟名勝地，此地也被京都府劃為「府立笠置山自然公園」，周邊主要景點包括後醍醐天皇行宮遺跡以及笠置寺。

## 外部連結
- （日語） 笠置町公所的Facebook專頁
- （日語） 觀光笠置 （页面存档备份，存于）
- （日語） 相樂東部廣域連合